# Pisiffik

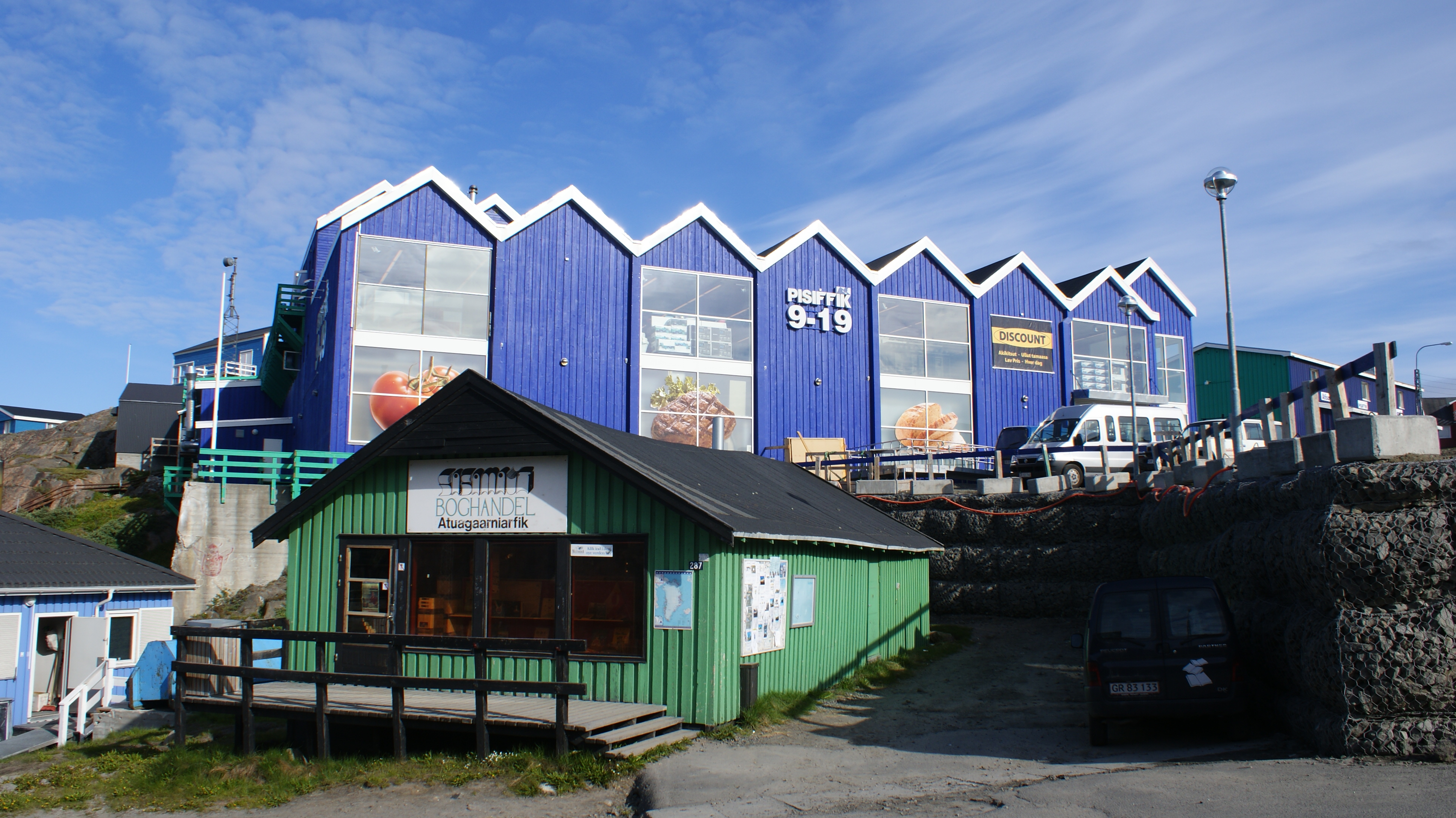
Pisiffik-Filiale in Sisimiut

Pisiffik A/S („Wo man einkauft“) ist ein grönländischer Handelskonzern.

## Geschichte
Pisiffik war ursprünglich ein Tochterunternehmen des grönländischen staatlichen Handelskonzerns KNI, das 1986 aus kolonialen Handelsunternehmen KGH hervorgegangen waren. Pisiffik wurde gemeinsam mit Pilersuisoq im Jahr 1992 gegründet, wobei Pisiffik (bis 1994 noch unter dem Namen Kalaallit Niuerfiat Detail) Filialen in den größeren Städten eröffnete und Pilersuisoq für die Versorgung der kleineren Städte und Dörfer zuständig war. 2001 wurde Pisiffik privatisiert.

## Standorte
Pisiffik betreibt verschiedene Handelsketten. Insgesamt betreibt der Konzern 48 Filialen in den sechs größten Städten des Landes.
- Die Supermarktkette Pisiffik verfügt über drei Filialen in Nuuk und je eine in Ilulissat, Aasiaat, Sisimiut, Maniitsoq und Qaqortoq.
- Die Einzelhandelskette Spar betreibt kleinere Läden in Nuuk, Ilulissat (vier Filialen), Aasiaat, Sisimiut (zwei Filialen) und Qaqortoq (drei Filialen).
- Das Kleidungsgeschäft Torrak Fashion hat eine Filiale in jeder der sechs Städte.
- Das Einrichtungsunternehmen JYSK betreibt Filialen in allen sechs Städten.
- Das Einrichtungsunternehmen Ilva betreibt eine Filiale in Nuuk
- Die Non-Food-Kette Pisattat betreibt Filialen in jeder der sechs Städte.
- Das Elektronikgeschäft Elgiganten hat Filialen in Nuuk und Ilulissat.
- Das Non-Food-Unternehmen Nota Bene betreibt eine Filiale in Nuuk.
- Das Non-Food-Unternehmen Suku betreibt ebenfalls eine Filiale in Nuuk.
- Das Einzelhandelsunternehmen Akiki verfügt über zwei Filialen in Nuuk und jeweils eine Filiale in den übrigen fünf Städten.
- Die Fast-Food-Kette Sunset Boulevard hat eine Filiale in Nuuk.
- Pisiffik ist zudem Besitzer des Großhandelsunternehmens KK Engros.

## Leitung
Quelle: 

### Direktoren
- 1992–1993: Ole Juul Møller
- 1993–1995: Jesper Larsen
- 1995–1997: Keld Askær Sørensen
- 1997–1999: Henrik Karup Jørgensen
- 1999–2006: Michael Østergård
- 2006–2009: Carsten Lynghøj Christensen
- seit 2009: Per Steen Larsen

### Aufsichtsratsvorsitzende
- 1992–1995: Konrad Steenholdt
- 1995–1996: Peter Ostermann
- 1996–1997: Jonathan Motzfeldt
- 1997: Knud Sørensen
- 1997: Henrik Karup Jørgensen
- 1997–2003: Keld Askær Sørensen
- 2003–2006: Villy Rasmussen
- 2006–2007: Carsten Normann Christensen
- 2007–2009: Villy Rasmussen
- 2009–2013: Henrik Gundelach
- 2013–2015: Per Thau
- 2015–2016: Michael Holm Johansen
- 2016–2019: Kim Frimer
- 2019–2021: Karsten Mathias Høy
- seit 2021: Julia Pars